# Faculdade Baiana de Direito
A Faculdade Baiana de Direito (FBD) é uma instituição privada de ensino superior brasileira localizada no estado da Bahia, com campus em Salvador. Atualmente oferece graduação e pós-graduação em Direito. É considerada a melhor instituição privada de ensino superior da Bahia e está entre as melhores do Brasil no campo do Direito graças a expressivos resultados obtidos nos Exames de Ordem promovidos pela Ordem dos Advogados do Brasil. Dentre os resultados mais notáveis, foi a instituição privada melhor colocada nacionalmente no III Exame Unificado de Ordem e a segunda instituição privada melhor colocada nacionalmente no VI Exame Unificado de Ordem.

## Instituição
Estabelecida em 2007 como Faculdade Baiana de Direito e Gestão através da portaria no. 79/2007 do Ministério da Educação, teve sua primeira turma formada em 30 de julho de 2011. A forma de admissão de novos alunos é através de vestibular de duas fases, sendo a segunda fase totalmente subjetiva. A forma de avaliação dos alunos também é subjetiva, já que avaliações objetivas são vedadas. Tem corpo docente formado por 71 professores, sendo 37% doutores e doutorandos, 58% mestres e mestrandos e 5% especialistas. Uma parte significativa do corpo docente da instituição também faz parte do corpo docente da Universidade Federal da Bahia. O campus é localizado no Stiep (Salvador) e o acervo central da biblioteca conta com 15095 publicações. Possui convênio com a Escola de Magistrados da Bahia e programa de intercâmbio com a Universidade de Lisboa. A faculdade atualmente é bastante reconhecida e já possui na sua pequena história o primeiro lugar em aprovação, em relação as particulares, no IX exame unificado da ordem. No mesmo exame ficou entre as 50 melhores do Brasil.